# Великий восток Бразилии
Великий восток Бразилии (порт. Grande Oriente do Brasil) (ВВБ) — старейшая масонская регулярная организация Бразилии. Великий восток Бразилии признаётся в качестве регулярной масонской организации Объединённой великой ложей Англии и различными великими ложами мира.

## История
Великий восток Бразилии был основан в 17 июня 1822 года тремя масонскими ложами: «Comércio e Artes», «União e Tranqüilidade» и «Esperança de Nictheroy».
Первым великим мастером стал Жозе Бонифасиу де Андрада и Силва, который после основания Великого востока Бразилии стал членом ложи «Esperança de Nictheroy».
4 октября 1822 года стал вторым великим мастером — Педру I — император Бразильской империи.
В 1843 году Великий восток Бразилии разместился в масонском дворце «Lavradio» в Рио-де-Жанейро.
В 1960 году штаб-квартира ВВБразилии переехала в город Бразилиа. А в 1978 году разместилась в масонском дворце «Jair de Assis Ribeiro». В этом месте расположен главный офис державного великого мастера Великого востока Бразилии и Великого востока штата Гояс. Внушительное здание с изящными фасадами и внутренними помещениями имеет общую площадь более 7800 квадратных метров.

## Уставы Великого востока Бразилии
В Великом востоке Бразилии практикуют семь основных уставов, это:
- Древний и принятый шотландский устав
- Французский устав
- Ритуал Шрёдера
- Исправленный шотландский устав
- Йоркский устав
- Бразильский устав
- Устав Адонирамитов

## Великий восток Бразилии сегодня
Великий восток Бразилии сегодня объединяет около 97 000 братьев в 2400 ложах. Это крупнейшая масонская организация Латинской Америки, которая признана во всём регулярном масонстве. Великий восток Бразилии получил признание от Объединенной великой ложи Англии с момента подписания договора о признании в 1919 году, который был ратифицирован в 1935 году.